# Grabfeld
Das Grabfeld oder der Grabfeldgau befindet sich im Grenzbereich Südthüringens und Nordbayerns. Es ist eine bis 679 m ü. NN hohe, flachwellige bis hügelige, selten bergige Landschaft, die überwiegend aus Gesteinen aus Muschelkalk und Keuper aufgebaut wird. Der Grabfeldgau liegt im Norden der Mainfränkischen Platten zwischen der Rhön und dem Vorland des Thüringer Waldes. Im Vergleich zur Umgebung herrschen im Grabfeld günstige klimatische Verhältnisse und Bodenbedingungen vor, weshalb über weite Bereiche das Landschaftsbild durch Ackerbau geprägt wird. Zum ostfränkischen Dialektgebiet gehörend, ist das Grabfeld ein Teil Frankens.

## Lage
Die Lage im thüringisch-bayerischen Grenzgebiet erstreckt sich zum Großteil im unterfränkischen Landkreis Rhön-Grabfeld, ferner im Süden der thüringischen Landkreise Hildburghausen und Schmalkalden-Meiningen. Das Zentrum des Grabfelds liegt zwischen Bad Königshofen und Mellrichstadt.
Umrahmt wird es von der Rhön im Westen, den Werra-Gäuplatten im Norden mit den Langen Bergen im Nordosten, dem Itz-Baunach-Hügelland im Osten und den Haßbergen im Südosten.
Das Grabfeld im engeren Sinne entwässert ausschließlich zum Main und entspricht in etwa dem Einzugsgebiet des Oberlaufes der Fränkischen Saale oberhalb Bad Neustadts. Die naturräumliche Haupteinheit Grabfeld (1381) enthält überdies das Einzugsgebiet der Nassach bis zur Mündung in Haßfurt abzüglich der Quellläufe sowie das der Rodach bis zur Mündung in die Itz südlich von Coburg.
Landläufig wird auch das im Norden angrenzende linke Einzugsgebiet der Werra, insbesondere das der Jüchse und der Bibra, hinzugezählt, an dem der überwiegende Teil der Gemeinde Grabfeld liegt. Nach dieser Definition ist nicht die Rhein-Weser-Wasserscheide, sondern die Werra die Nordgrenze des Grabfelds. Noch weiter gefasst ist die naturräumliche Über-Haupteinheit Grabfeldgau (138), die die kompletten Werra-Gäuplatten (1382), also auch die rechts des Flusses gelegenen, enthält und erst nördlich von Meiningen endet. Die Werra-Gäuplatten und das naturräumliche Grabfeld stellen die nördlichsten Einheiten der Mainfränkischen Platten dar.
Wichtige Nebenflüsse der Fränkischen Saale im Grabfeld sind die nördlich zentrale Milz sowie die Streu und die Lauer, die ungefähr die Westgrenze bilden.
Östlich von Bad Königshofen ragt der Nordteil des Naturparks Haßberge in das Grabfeld hinein.

## Geologie
Die Geologie an der Oberfläche folgt in weiten Teilen dem leichten Einfallen triassischer Schichten nach Osten, woraus eine Abfolge älterer zu jüngeren Gesteinen von West nach Ost resultiert. Im Westen des Grabfels befinden sich Gesteine des Muschelkalks, im mittleren Bereich tritt der jüngere Untere Keuper auf. Auf beiden Einheiten befinden sich größere Flächen aus kaltzeitlichem Löss. Im Osten des Grabfelds befindet sich Mittlerer Keuper. Aus dem Tertiär stammen die Basalte der Heldburger Gangschar im äußersten Osten des Grabfelds. Die Gleichberge bilden prominente Härtlinge und gleichzeitig die höchsten Erhebungen im Grabfeld. Im Norden des Grabfelds in Richtung Thüringer-Wald-Vorland treten an Störungen und Verbiegungen (insbesondere der Willmars-Bibra-Sattel) tiefere Schichten hervor, vor allem Gesteine aus dem Muschelkalk.
Das Grabfeld ist die Typusregion der Grabfeld-Formation, einer lithostratigrafischen Einheit des Mittleren Keupers in der Germanischen Trias.

## Klima und Landschaft
Das Grabfeld ist ein durchschnittlich 300 m ü. NN liegendes inhomogenes Becken im Regenschatten der Rhön. Niederschläge um 550 mm/a lassen es zu den trockensten Gebieten Bayerns gehören. Die Jahresdurchschnittstemperaturen liegen um 8 °C. Große Bereiche des Grabfeldes werden auf relativ fruchtbaren Lössböden ackerbaulich genutzt, in stärker reliefierten Bereichen steht Wald.

## Geschichte

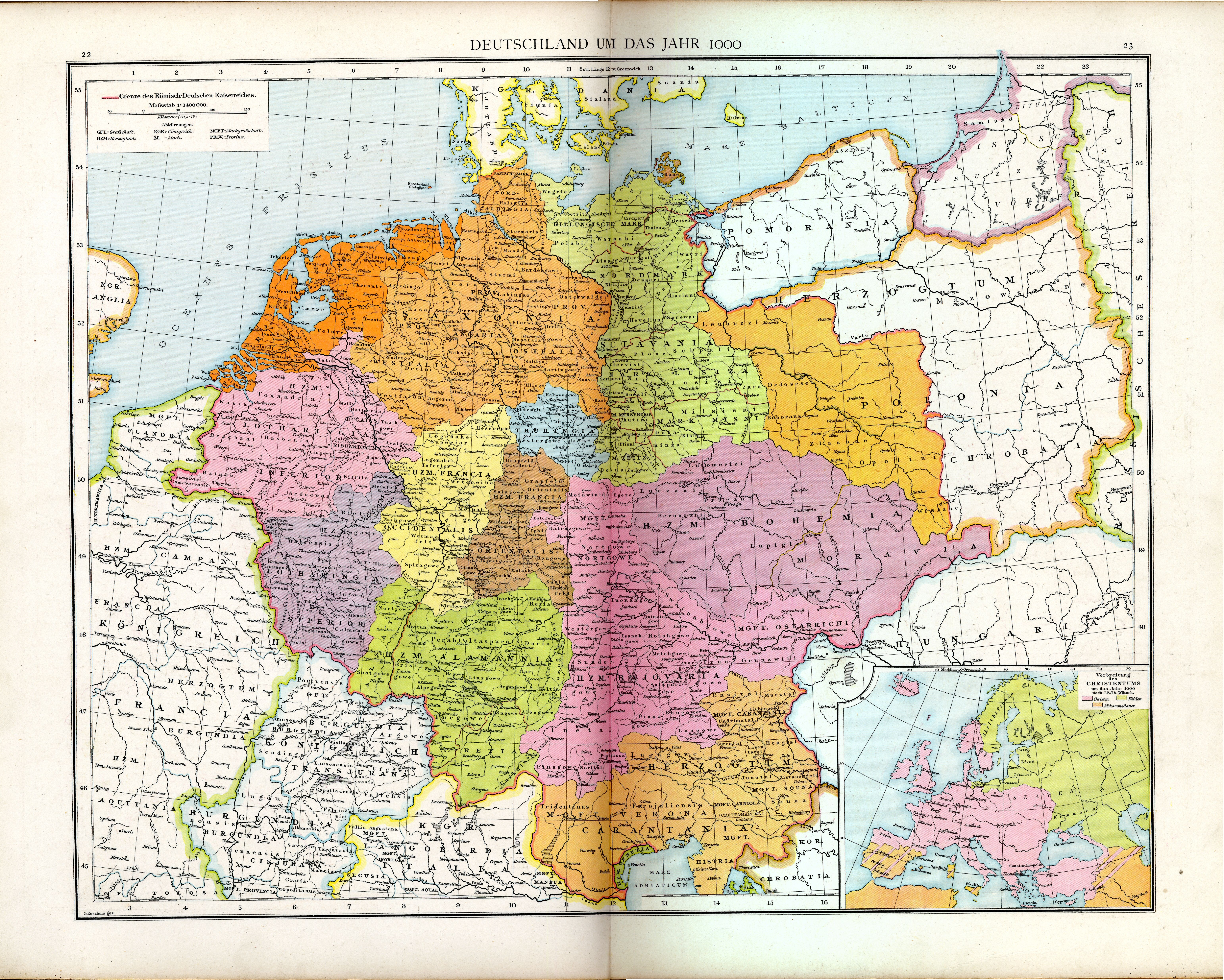
Gaugrafschaften im Heiligen Römischen Reich um 1000

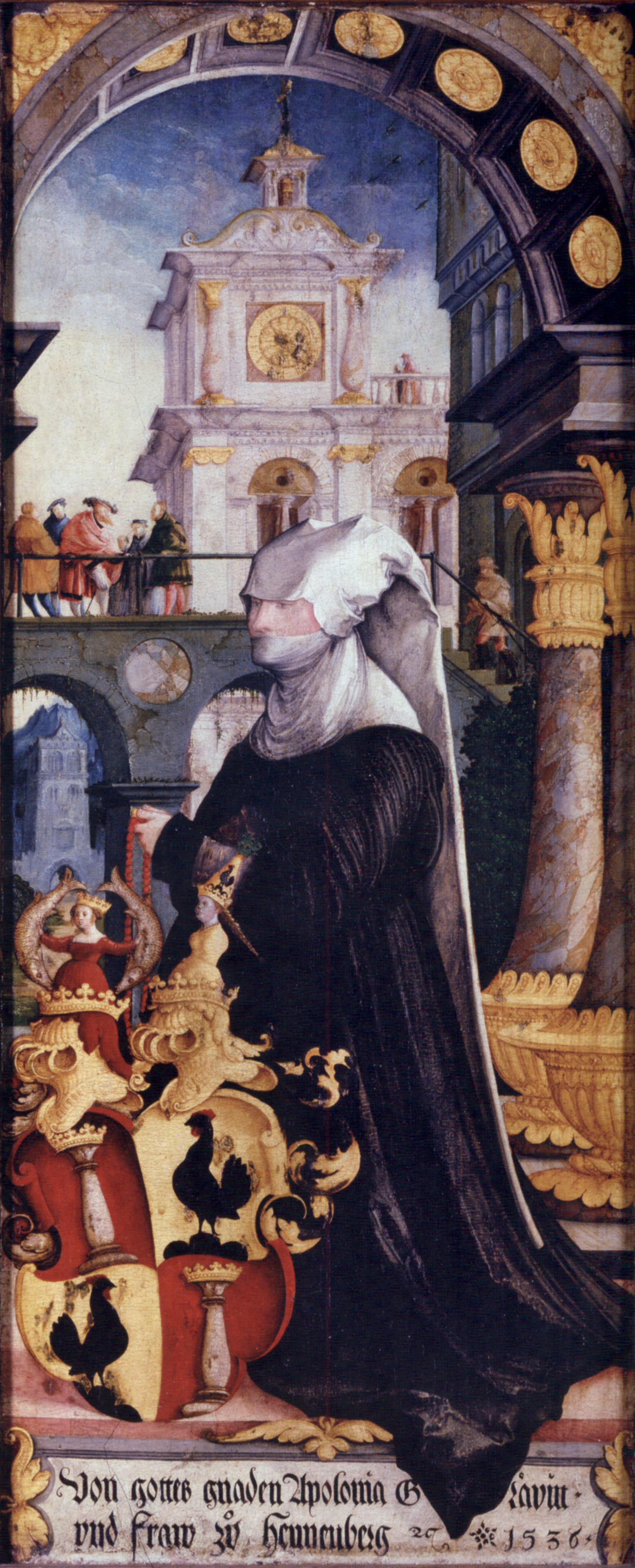
Apollonia von Henneberg-Römhild († 1548)

Das Grabfeld ist ein ehemaliger ostfränkischer Gau, dessen Gaugrafen seit 819 urkundlich belegt sind. In einer Urkunde aus dem Jahr 813 wird zwischen einem östlichen und einem westlichen Grabfeld unterschieden. Letzteres erstreckte sich im frühen Mittelalter weit nach Süden, nämlich bis in die Gegend von Schweinfurt / Geldersheim. Dem Gau sind in dieser Epoche zahlreiche Untergaue zugeordnet, so u. a. Banzgau, Haßgau, Baringau, Tullifeld, Saalgau, Weringau, Westergau und Gozfeld. Fulda jenseits der Rhön war dem westlichen Grabfeld (grapfeld occidentalis) zugeteilt.
Grafen im Grabfeld waren die fränkischen Babenberger:
- Poppo (I.), 819/839 Graf im Saalgau
- Burchard I. 837 bis nach 857 Graf im Grabfeldgau[5]
- Christian 857 und nach 866 genannt[6]
- Adalbert, Sohn Poppos (II.), 898/915 Graf im Grabfeld
- Poppo (III.), † 945, Sohn Adalberts, Graf im Grabfeld und Tullifeld

Der Grabfeldgau wurde 1057 von Bischof Adalbero von Würzburg der polnischen Königin Richiza überlassen. Nach ihrem Tod 1063 gelangte der Gau wieder in den Besitz des Hochstifts.
Zu Beginn des Hochmittelalters herrschten im Grabfeld die Herren von Wildberg, die sich nach der Burg Wildberg in den Haßbergen nannten. Als Allod der Burggrafschaft Würzburg kam ein großer Teil des Gebiets 1157 in den Besitz der Grafschaft Henneberg, 1190 der Linie Botenlauben, 1274 der Linie Aschach-Römhild.
Die hennebergischen, heute unterfränkischen Teile des Landes wurden ab 1353 nach und nach vom Hochstift Würzburg erworben. Das Gericht Römhild verkaufte Graf Berthold von Henneberg-Aschach 1548 an die Grafen von Mansfeld. Von diesen gelangte es 1555 zur Pflege Coburg und damit an das Kurfürstentum Sachsen. Als ernestinisches Herzogtum Sachsen-Römhild erlangte das Römhilder Grabfeld von 1680 bis 1710 noch einmal für 30 Jahre eine gewisse Eigenständigkeit, bis es im Herzogtum Sachsen-Meiningen aufging.
Ostheim vor der Rhön kam 1572 zu Sachsen-Coburg-Eisenach, war ab 1741 ein Amt des Großherzogtums Sachsen-Weimar-Eisenach und kam als Exklave 1920 zum neugegründeten Land Thüringen. 1945 wurde Ostheim als Teil der amerikanischen Besatzungszone dem Freistaat Bayern zugeordnet und stand als thüringische Enklave unter bayerischer Verwaltung.
Von 1949 bis 1990 verlief die innerdeutsche Staatsgrenze mitten durch das Grabfeld. Heute gehört diese Landschaft teils zum Regierungsbezirk Unterfranken im Freistaat Bayern und teils zum Freistaat Thüringen. Die alte mainfränkische Mundart, das Grabfeldische, wird immer noch in der ganzen Region gesprochen.

## Herkunft des Namens
In seinem Lied der Franken erwähnt Joseph Victor von Scheffel den Grabfeldgau in der vierten Strophe:

„(…)
 und seh’ die Lande um den Main

zu meinen Füßen liegen.

Von Bamberg bis zum Grabfeldgau

umrahmen Berg und Hügel

die breite stromdurchglänzte Au
 (…)“

Die Herkunft für den Namen der Landschaft Grabfeld wurde bisher nicht eindeutig geklärt.
Es gibt jedoch einige Erklärungsversuche:
1. Das althochdeutsche Wort für Graf ist gravio, grafio oder graphio. Papst Gregor III. nennt die Bewohner der Landschaft in einem Schreiben im Jahr 793 die „Graffelti“. Karl der Große schrieb in verschiedenen Urkunden u. a. im Jahre 776 „Graffelt“ als Bezeichnung für diese Gegend. Auch Ludwig der Fromme bezeichnete die Landschaft 893 mit „Graphelt“. Die Gegend war also das Feld der Grafen, das Grafenfeld.
2. Der Name könnte auch aus dem Slawischen herrühren, da es in dieser Gegend im frühen Mittelalter viele slawische Siedler gegeben hat. Der in Schriften aus dieser Zeit oft vorkommende Begriff „Grapfeld“ (aus dem griechischen grape = Buche) bedeutet in der urslawischen Sprache „Hainbuche“. Da es im Grabfeld einst weite Buchenwälder gab und das nördliche Grabfeld auch heute noch „Buchonia“ (= „Buchenland“) bezeichnet wird, ist auch diese Version denkbar.
3. Der Sprachforscher Peter von Polenz vermutet, dass der Name vom althochdeutschen Adjektiv „grao“, das „grau“ bedeutet, herrührt, da weite Teile der Landschaft durch die graue Farbe des Muschelkalks geprägt sind. Landschaftsnamen auf -feld entstammen weitgehend der vorfränkischen Zeit.
4. Eine weitere Deutung geht bis in die La-Tène-Zeit (etwa 5.–1. Jahrhundert v. Chr.) bzw. bis in die Hallstattzeit (etwa 800–475 v. Chr.) zurück. Der Begriff „Grabfeld“ bedeutete damals so viel wie „Landschaft mit sumpfigen Gewässern“.
5. Nach der „Ringleinsage“ stammt der Name daher, dass einst eine Königin, die mit ihrem Gatten und dessen Gefolge zur Jagd ritt, ihren Ehering verlor und daraufhin das ganze Gebiet von ihren Bediensteten umgraben ließ, bis der Ring wiedergefunden wurde. Damit wollte sie ihren strengen Gemahl wieder gütig stimmen, der sie verdächtigte, den Ring wegen eines anderen Liebhabers weggeworfen zu haben. An der Fundstelle wurde das Rathaus einer neuen Stadt errichtet – Königshofen. Das Glockenspiel am Erker des dortigen Rathauses erinnert an diese Sage.

## Deutsch-deutsches Freilandmuseum
Über die Geschichte entlang der ehemals auch durch das Grabfeld verlaufenden innerdeutschen Grenze kann man sich beim thüringischen Behrungen im Deutsch-deutschen Freilandmuseum – unter anderem mit dem Mahnmal Deutsch-deutscher Geschichte – informieren.

## Museen in der Schranne Bad Königshofen
Die Geschichte entlang der ehemaligen innerdeutschen Grenze behandelt auch das Grenzgängermuseum im bayerischen Bad Königshofen. Im selben Gebäude befindet sich das archäologische Museum, das unter anderem frühgeschichtliche Funde aus dem Grabfeld ausstellt.

## Grabfeldrallye
Seit 1994 organisiert der AMC Bad Königshofen die ADAC-Grabfeldrallye, die seitdem jährlich Ende Juni oder Anfang Juli im Grabfeld ausgetragen wird. Start und Ziel befinden sich in der Gemeinde Sulzdorf an der Lederhecke am Rande des Landkreises Rhön-Grabfeld.
Die Rallye ist inzwischen zu einer der größten und bedeutendsten Veranstaltungen im Grabfeld geworden. Die Grabfeldrallye zählt zu den größten Motorsportereignissen ihrer Art in Europa und ist weit über die Grenzen des Grabfeldes hinaus bekannt. Die 20. Jubiläumsrallye im Sommer 2013 lockte 10.000 Zuschauer und über 250 Teilnehmer aus dem In- und Ausland an. Die sehr anspruchsvollen Strecken, auf Wegen und Straßen, oftmals entlang der ehemaligen innerdeutschen Grenze, sowie der Rückhalt in der Bevölkerung und der Politik trugen und tragen dazu bei, dass sie zur teilnehmerstärksten Automobilrallyeveranstaltung in Deutschland geworden ist. Grenzüberschreitend befinden sich die Wertungsprüfungen die Rallye schon immer sowohl auf der bayerischen wie auch auf der thüringischen Seite des Grabfeldes. 
Zur 25. Grabfeldrallye im Jahr 2018 wechselte sie ihren Dachverband und wird seitdem unter dem Dach des deutschen Amateurmotorsportverbandes Rallye Supercup e. V. veranstaltet.
Am 1. Juli 2023 fand sie zum 28. Mal statt.

## Berge und Erhebungen
Das Grabfeld, dessen Inneres hügelig gegliedert ist und vielerorts inselartige Kuppen aufweist, besteht unter anderem aus diesen Bergen und Erhebungen, die sich im oder insbesondere am Rand des Grabfelds erheben – sortiert nach Höhe in Meter über Normalnull (NN):
- die Gleichberge, zahlreiche Kuppen, unter anderem mit:
  - Großer Gleichberg (679 m), mit Mobilfunksendemast; südöstlich von Römhild (Thüringen)
  - Kleiner Gleichberg (641 m), mit Oppidum Steinsburg; östlich von Römhild (Thüringen)
- Hohe Schule (538 m), ostnordöstlich von Ostheim vor der Rhön (Bayern)
- Dietrichsberg (536 m), südlich von Neubrunn (Thüringen)
- Großkopf (536 m), nördlich von Westenfeld (Thüringen)
- Heiliger Berg (530 m), nordöstlich von Henneberg (Thüringen)
- Heidelberg (514 m), zwischen Ostheim v. d. Rhön und Frickenhausen (Bayern)
- Ransberg (514 m), westlich von Bibra (Thüringen)
- Queienberg (506 m), östlich von Queienfeld (Thüringen)
- Höhberg (450 m), östlich von Sulzfeld (Bayern)
- Spanshügel (444 m), östlich von Trappstadt (Bayern)
- Höhberg (421 m), nordwestlich von Trappstadt (Bayern)
- Judenhügel (oder: Judenhorn; 415 m), mit einer Keltenschanze; südöstlich von Kleinbardorf, Bayern